# Vähä Konnisaari
Vähä Konnisaari är en ö i Finland. Den ligger i sjön Konnivesi och i kommunen Heinola i den ekonomiska regionen  Lahtis ekonomiska region  och landskapet Päijänne-Tavastland, i den södra delen av landet, 130 km nordost om huvudstaden Helsingfors. Öns area är 16,8 hektar och dess största längd är 0,6 kilometer i sydväst-nordöstlig riktning.